# Castropol
Castropol – gmina w Hiszpanii, w prowincji Asturia, w Asturii, o powierzchni 125,77 km². W 2011 roku gmina liczyła 3713 mieszkańców.